# Domaszczyn
Domaszczyn (deutsch: Domatschine, von 1935 bis 1945 Sachsenau, lateinisch Domancici) ist ein Ort in der Landgemeinde Długołęka im Powiat Wrocławski der Woiwodschaft Niederschlesien in Polen.

## Geschichte
Im Jahre 1867 hatte der Ort 215 Einwohner. 1871 gab es 35 Wohngebäude, 51 Haushaltungen und 211 Einwohner, davon waren 6 Analphabeten. 1876 wurden 18 Pferde und 98 Stück Rindvieh gezählt. 1905 lag die Gemeindefläche bei 97,9 Hektar, es gab 33 Wohngebäude, 42 Haushalte und 174 ausschließlich deutsche Einwohner davon waren 137 evangelisch und 37 katholisch. 1925 waren es 245 und 1939 insgesamt 227 Einwohner.

## Sehenswürdigkeiten
- Die Filialkirche der Erhöhung des Heiligen Kreuzes (kościół Podwyższenia Krzyża Świętego) ist eine wahrscheinlich 1565 errichtete spätgotische Saalkirche mit Wehrcharakter. Im Inneren gibt es eine spätgotische Holzfigur Anna selbdritt um 1520 sowie vier Glasfenster von Fritz Geiges.[2]

- Das Jägerhaus (Dom Łowczego) in der Wohnanlage in Szczodre, derzeit Haus Nr. 33, aus dem Jahr 1860. Das Jägerhaus wurde in den Jahren 1851–1869 von Wilhelm von Braunschweig-Lüneburg-Oels, Herzog von Braunschweig, erbaut.[3][4] In den Jahren 1851–1945 war es Teil der Schloss- und Parkanlage in Szczodre.[5]

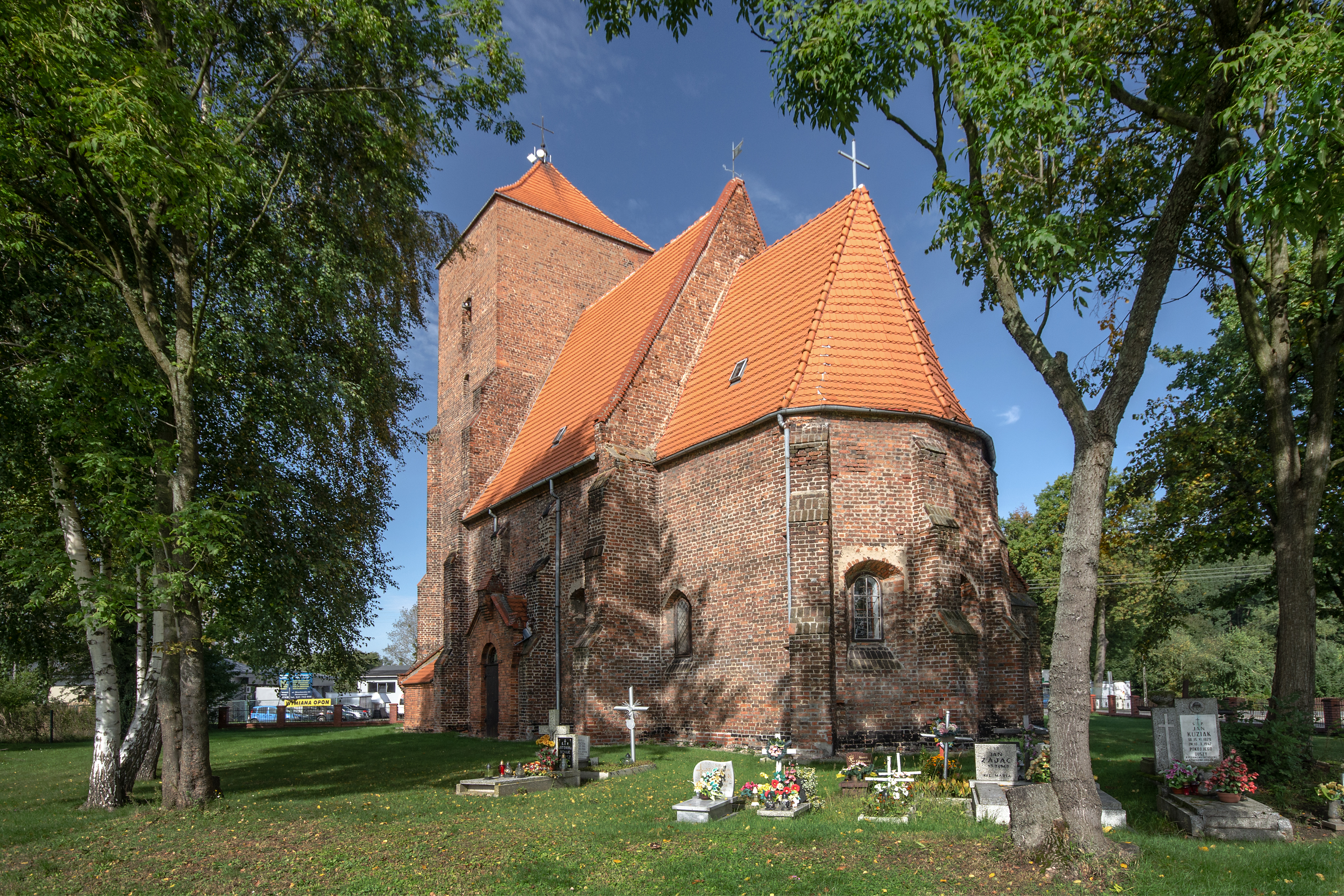
Pfarrkirche Erhöhung des Heiligen Kreuzes
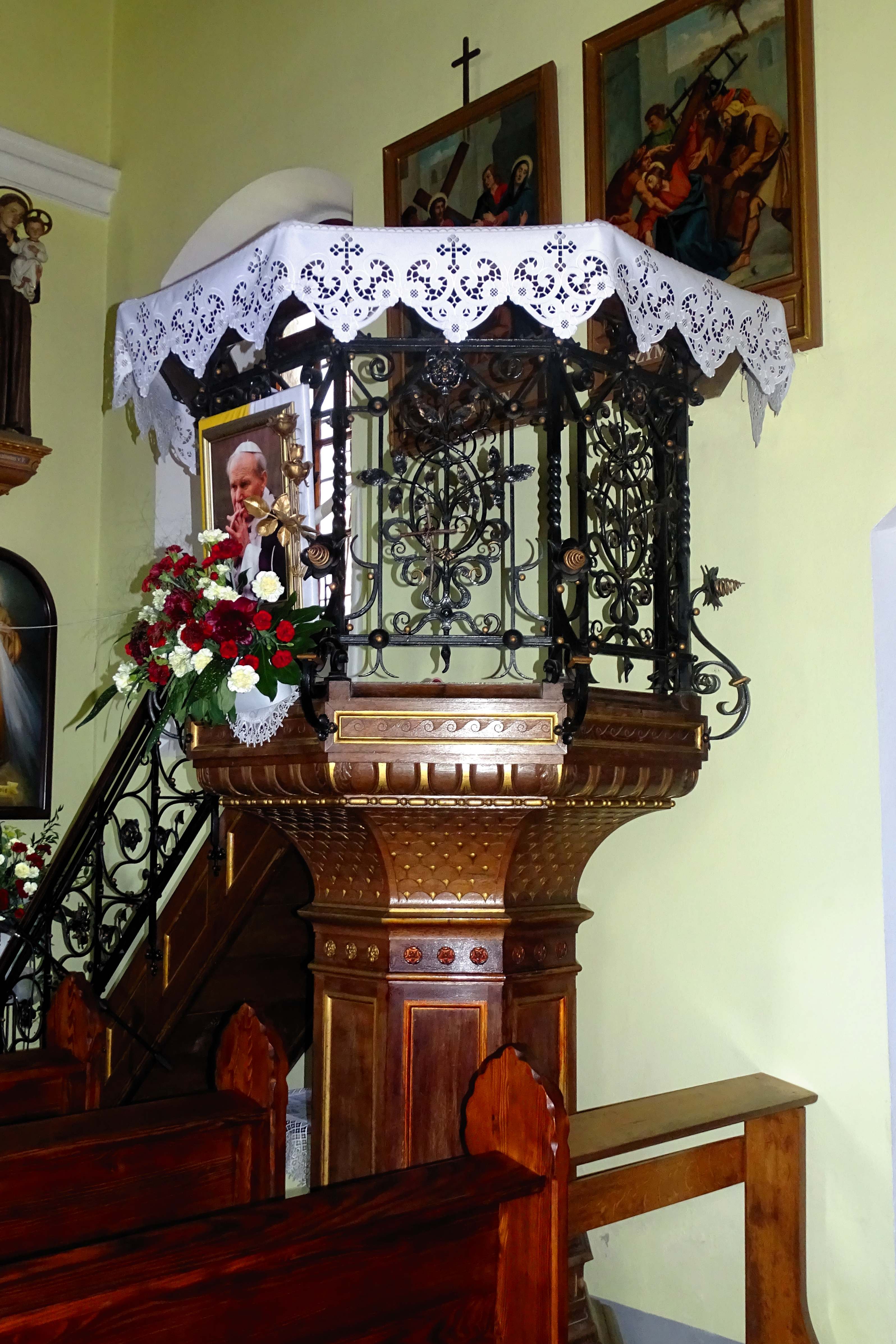
Kanzel
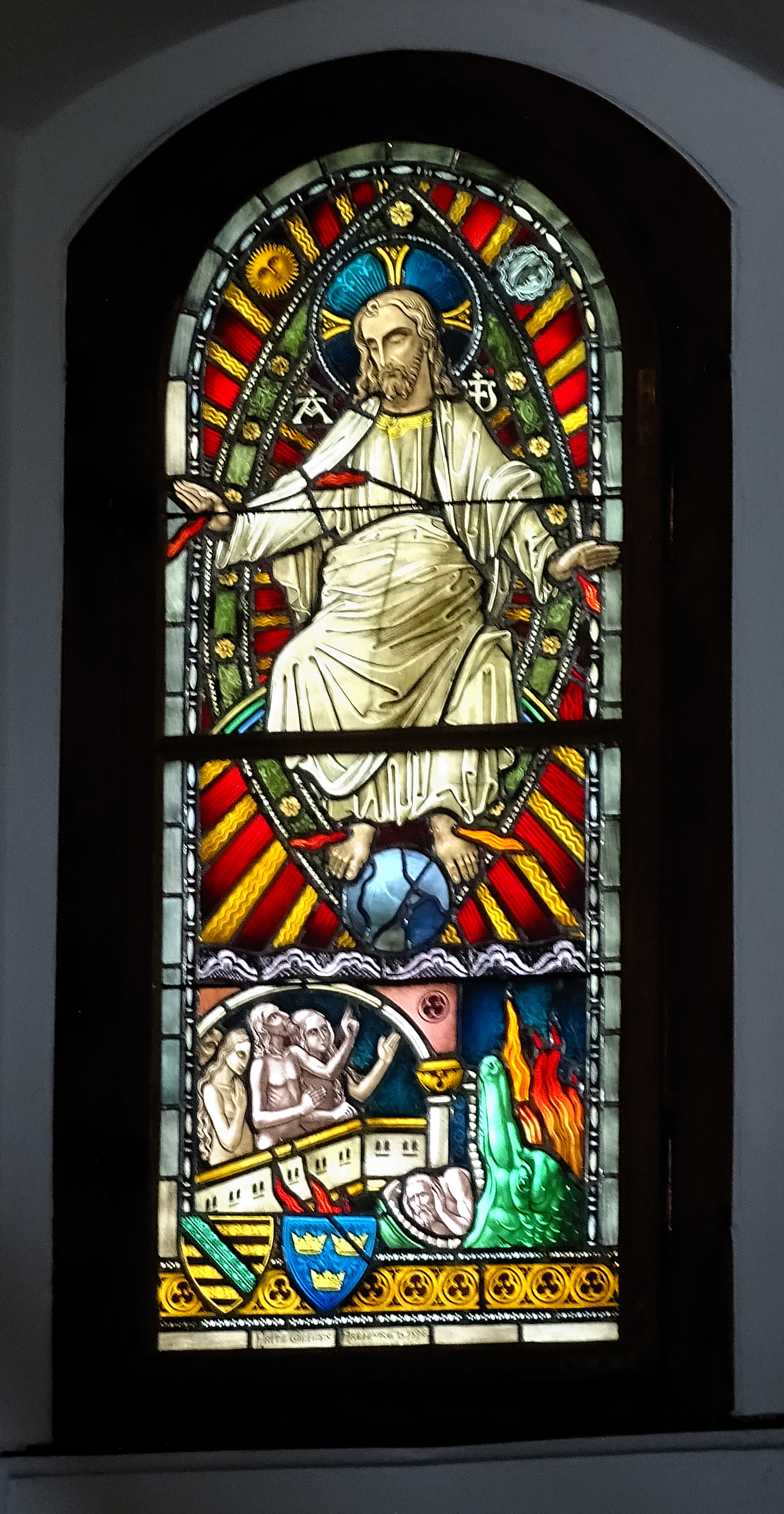
Kirchenfenster
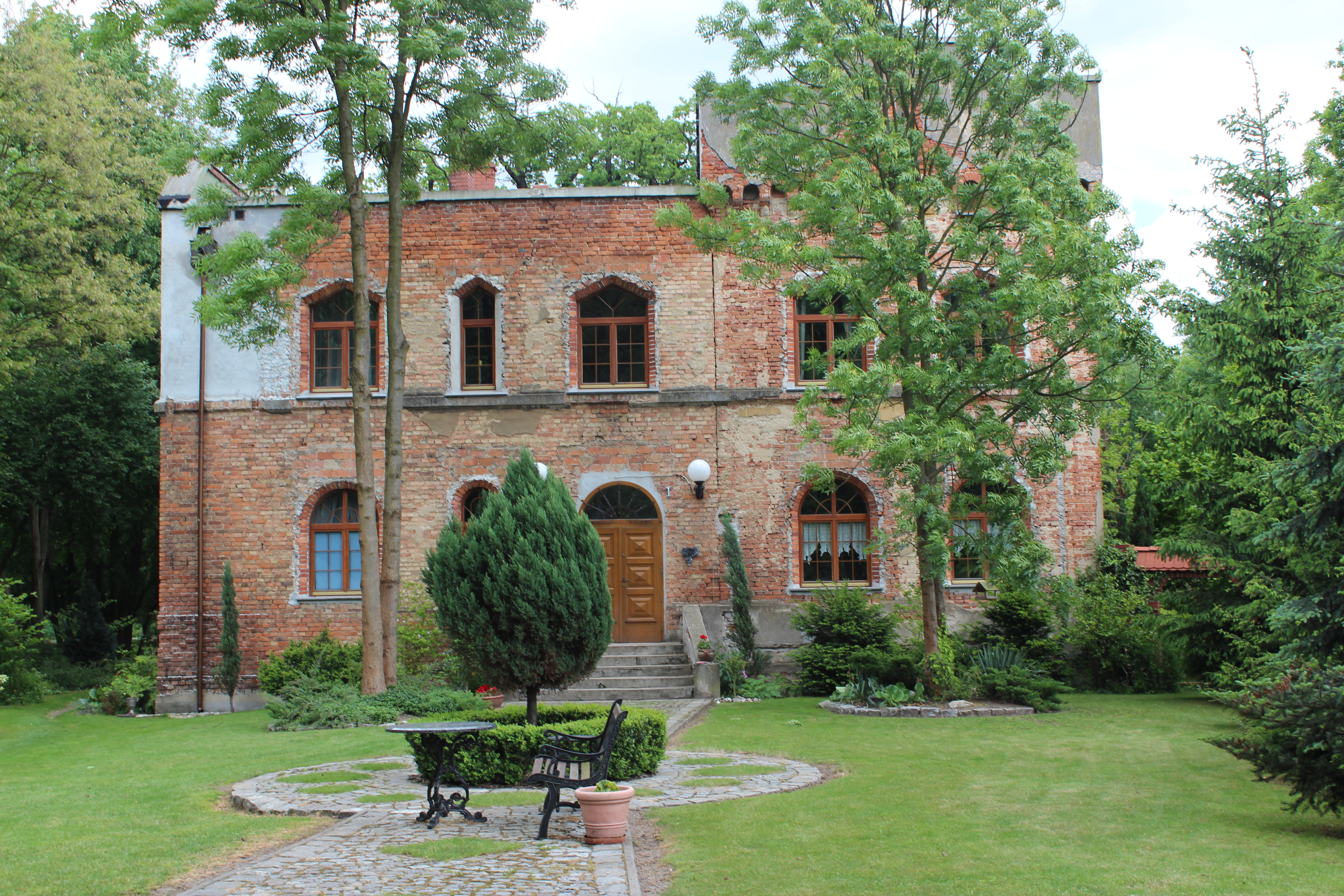
Jägerhaus